# 조지나 베이어

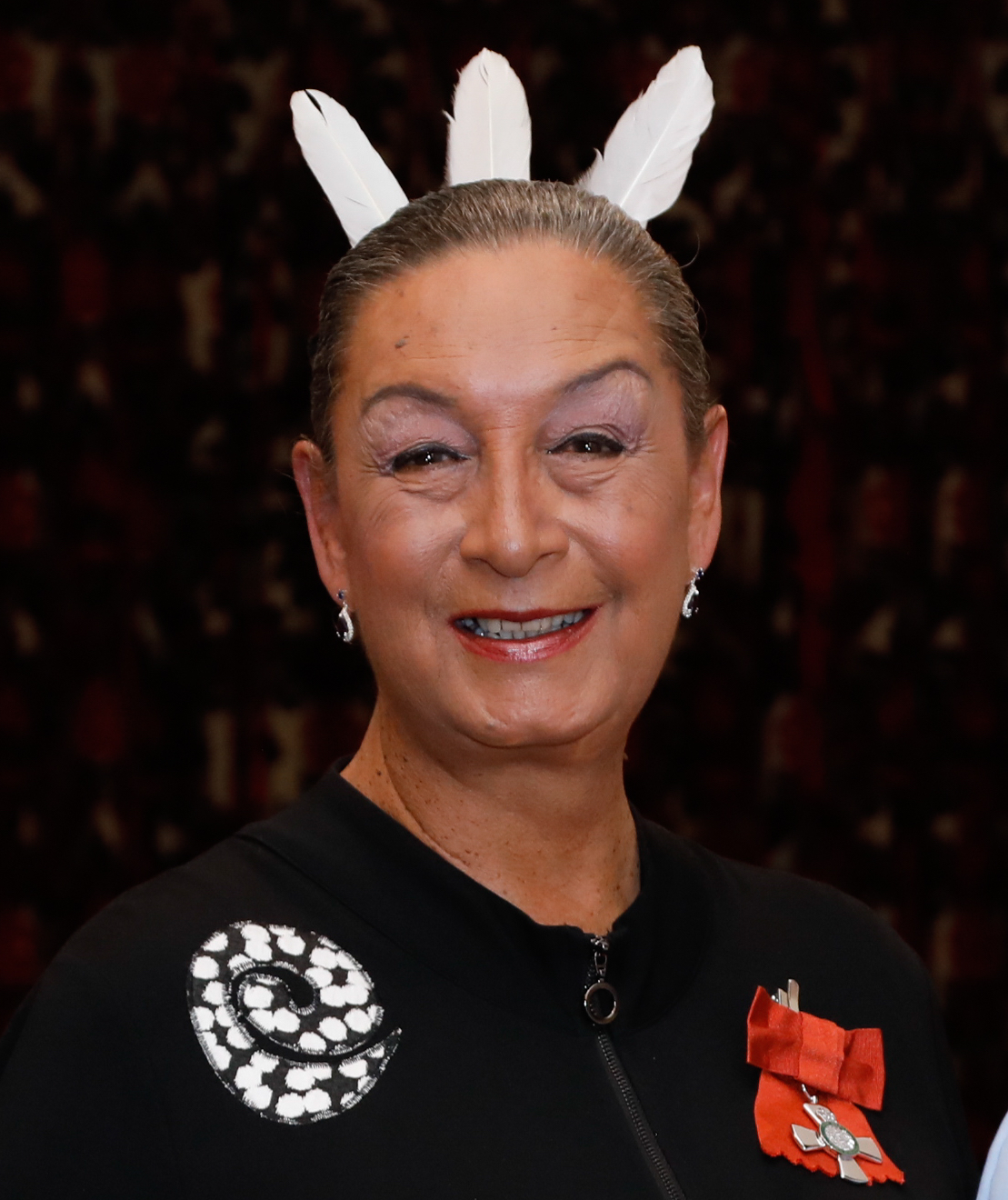
2020년 모습

조지나 베이어(Georgina Beyer, MNZM JP, 1957년 11월 – 2023년 3월 6일)는 1995년부터 1999년까지 카터튼 시장을 역임한 후 1999년부터 2005년까지 뉴질랜드 의회에서 와이라라파를 대표한 뉴질랜드 노동당 정치인이었다. 베이어는 세계 최초로 공개적으로 트랜스젠더 시장이자 세계 최초의 공개 트랜스젠더 국회의원이다. 노동당의 일원으로서 베이어는 매춘법 개혁, 시민결합, 차별금지법, 마오리 권리 증진 등 진보적인 정책을 지지했다. 2007년에 사임했고, 2014년에는 마나당을 대표하여 선거에 출마했지만 실패했다.